# 新潟県の観光地

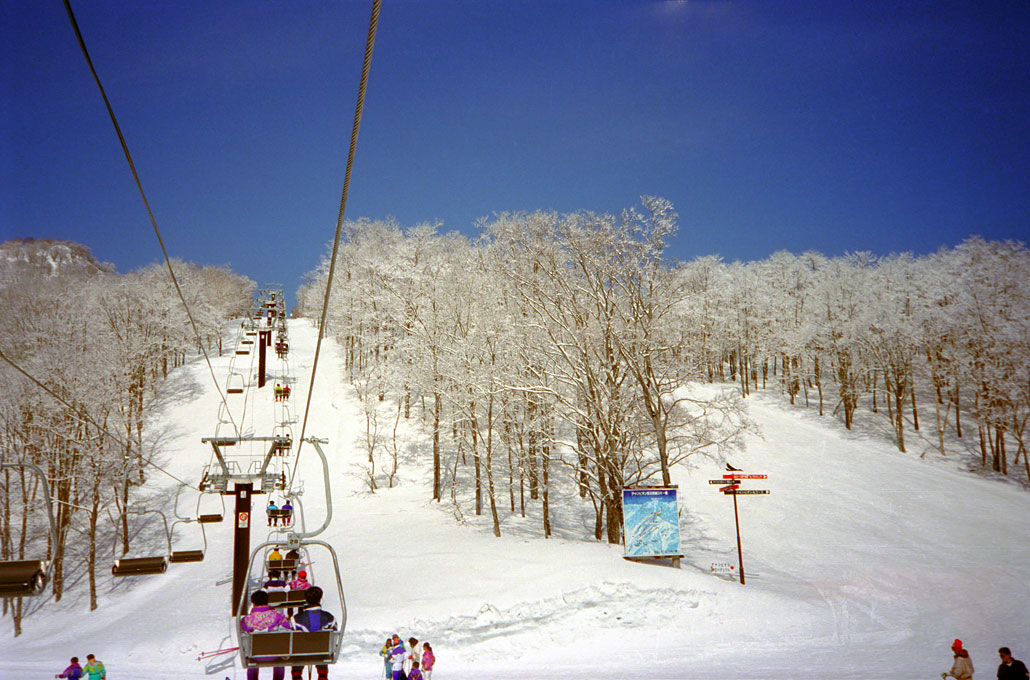
赤倉温泉スキー場

新潟県の観光地（にいがたけんのかんこうち）は、新潟県内の主要な観光地等に関する項目である。

## 対象別

### 文化財等

#### 国の名勝
- 旧新発田藩下屋敷（清水谷御殿）庭園および五十公野御茶屋庭園（新発田市）
- 清津峡 （湯沢町・十日町市）
- 笹川流（村上市）
- 佐渡小木海岸（佐渡市）
- 佐渡海府海岸（佐渡市）
- 貞観園（柏崎市）
- 田代の七ツ釜（津南町・十日町市）
- 渡辺氏庭園（関川村）

- 清水園
- 佐渡小木海岸
- 清津峡
- ニツ亀（佐渡海府海岸）
- 笹川流れ

#### 特別天然記念物
- 白馬連山高山植物帯
- 尾瀬

#### 重要伝統的建造物群保存地区
- 宿根木（佐渡市）
  - 清九郎の家

- 宿根木の家屋

#### 重要文化的景観
- 佐渡西三川の砂金山由来の農山村景観
- 佐渡相川の鉱山及び鉱山町の文化的景観

#### 登録記念物
- 旧石崎氏庭園（石泉荘庭園）

#### 重要文化財・史跡等
- 萬代橋（国の重要文化財）
- 佐渡金銀山遺跡（国の史跡）
- 新発田城二の丸隅櫓（国の重要文化財）
- 目黒邸（国の重要文化財）

#### 文化施設
博物館・美術館
水族館
- 新潟市水族館 マリンピア日本海
- 寺泊水族博物館
- 上越市立水族博物館（うみがたり）

- 新潟市歴史博物館（みなとぴあ）
- 新潟県立歴史博物館
- 越後妻有里山現代美術館MonET
- フォッサマグナミュージアム

#### その他
- 糸魚川ジオパーク
- トキと共生する佐渡の里山（世界農業遺産）

### 公園等

#### 国立・国定・国営公園
- 国立公園
  - 磐梯朝日国立公園
  - 尾瀬国立公園
  - 上信越高原国立公園
  - 妙高戸隠連山国立公園
  - 中部山岳国立公園
- 国定公園
  - 佐渡弥彦米山国定公園
  - 越後三山只見国定公園
- 国営公園 
  - 国営越後丘陵公園

- 妙高戸隠連山国立公園（妙高山）
- 中部山岳国立公園（小蓮華山）
- 佐渡弥彦米山国定公園（弥彦山）
- 国営越後丘陵公園

#### ラムサール条約登録地域
- 佐潟
- 瓢湖

- 佐潟
- 瓢湖

#### 県立自然公園
- 瀬波笹川流れ粟島県立自然公園
- 胎内二王子県立自然公園
- 阿賀野川ライン県立自然公園
- 五頭連峰県立自然公園
- 長岡東山山本山県立自然公園
- 奥早出粟守門県立自然公園
- 魚沼連峰県立自然公園
- 米山福浦八景県立自然公園
- 直峰松之山大池県立自然公園
- 久比岐県立自然公園
- 白馬山麓県立自然公園
- 親不知子不知県立自然公園
- 小佐渡県立自然公園

- 魚沼連峰県立自然公園（巻機山）

#### 県立都市公園
- 清五郎ワールドカップ広場
- 鳥屋野潟公園
- 島見緑地
- 紫雲寺記念公園
- 聖籠緑地
- 新潟県立植物園
- 奥只見レクリエーション都市公園
- 大潟水と森公園

- 鳥屋野潟公園
- 奥只見レクリェーション都市公園 浅草岳公園

#### 大型公園・動物園・植物園・遊園地
大型公園
動物園・植物園・遊園地
- 樽ヶ橋遊園
- 山古志アルパカ牧場
- いくとぴあ食花
- 新潟県立植物園
- サントピアワールド
- 妙高サンシャインランド
- 新潟県立こども自然王国

- いくとぴあ食花
- サントピアワールド

#### 恋人の聖地
- 瀬波温泉海岸
- 湯沢高原パノラマパーク / スキー場「天空の鐘」

- 瀬波温泉海岸

### 祭事・行事等
- 弥彦神社燈篭おしと舞楽（重要無形民俗文化財）
- 糸魚川・能生の舞楽（重要無形民俗文化財）
- 竹のからかい（重要無形民俗文化財）
- 長岡まつり
- 高田城址公園観桜会
- 牛の角突きの習俗 （重要無形民俗文化財）
- 狐の嫁入り行列
- 大地の芸術祭 越後妻有アートトリエンナーレ
- 十日町雪まつり（日本初の雪まつり）

- 彌彦神社の舞楽「大々神楽」
- 狐の嫁入り行列
- 高田城址公園観桜会
- 牛の角突きの習俗

## 地域別

### 上越地方

#### 上越地域
- 上越市 - 上越市立水族博物館、春日山城跡、高田城跡・高田城址公園、道の駅うみてらす名立、春日山神社、鵜の浜海水浴場、五智国分寺、キューピットバレイ、林泉寺、旧師団長官舎、三国街道、小林古径邸・小林古径記念美術館、高田城址公園観桜会、上越まつり、謙信公祭、頸城の祭典

- 上越まつり
- 五智国分寺
- 上越市立水族博物館（うみがたり）

#### 糸魚川地域
- 糸魚川市 - 道の駅能生、フォッサマグナミュージアム、親不知、道の駅親不知ピアパーク、糸魚川ジオパーク・糸魚川ジオステーションジオパル、高浪の池、谷村美術館、シャルマン火打スキー場、ヒスイ海岸、糸魚川・能生の舞楽

- 親不知
- ヒスイ海岸

#### 妙高地域
- 妙高市 - 苗名滝、道の駅あらい、いもり池、大型スキー場群（ロッテアライリゾート、妙高杉ノ原スキー場、赤倉温泉スキー場、池の平温泉スキー場、斑尾高原スキー場など）、笹ヶ峰牧場、妙高山麓直売センター とまと、妙高高原温泉郷、アパリゾート上越妙高、妙高高原スカイケーブル、妙高山

- 燕温泉
- 苗名滝
- 池の平温泉スキー場

### 中越地方

#### 長岡地域
- 長岡市 - 長岡駅、国営越後丘陵公園、道の駅ながおか花火館、寺泊水族博物館、山本五十六記念館、もみじ園、長岡市シティホールプラザアオーレ長岡、悠久山公園、山古志アルパカ牧場、新潟県立歴史博物館、道の駅R290とちお、長岡城、長岡戦災資料館、寺泊中央海水浴場、寺泊魚の市場通り、新潟県立近代美術館、長岡まつり、牛の角突き、今町・中之島大凧合戦、ほだれ祭、世界えだまめ早食い選手権
- 見附市 - みつけイングリッシュガーデン、見附まつり、今町・中之島大凧合戦
- 出雲崎町 - 道の駅越後出雲崎天領の里、出雲崎宿

- 新潟県立近代美術館
- 長岡まつり
- ほだれ祭
- 寺泊魚の市場通り
- みつけイングリッシュガーデン

#### 県央地域（三条・加茂・田上）
- 加茂市 - 加茂山公園、青海神社
- 三条市 - 道の駅燕三条地場産センター、燕三条Wing、スノーピークヘッドクォーターズキャンプフィールド、保内公園、八木ヶ鼻、三条まつり、三条凧合戦
- 田上町 - 護摩堂山、湯田上温泉

- 青海神社
- 八木ヶ鼻

#### 柏崎地域
- 柏崎市 - 青海川駅、日本海フィッシャーマンズケープ・恋人岬、海水浴場群（青海川海水浴場、石地海水浴場、長浜海水浴場、鯨波海水浴場、柏崎中央海水浴場など）、赤坂山、荻ノ島かやぶき環状集落、木村茶道美術館、えんま市、綾子舞、ぎおん柏崎まつり
- 刈羽村 - 宝蔵寺、常楽寺

- 鯨波海水浴場
- 荻ノ島かやぶき環状集落

#### 魚沼地域
- 小千谷市 - 小千谷市錦鯉の里、魚沼神社、おぢやまつり、片貝まつり、おぢや風船一揆、ほんやら洞、牛の角突き、巫女爺人形操り
- 魚沼市 - 奥只見湖、奥只見シルバーライン、西福寺、白山神社、奥只見丸山スキー場、道の駅ゆのたに、目黒邸、湯之谷温泉郷、牛の角突き、小出国際雪合戦

- 魚沼神社
- 片貝まつり
- 奥只見湖
- 湯之谷温泉郷

#### 南魚沼地域
- 南魚沼市 - 道の駅南魚沼、塩沢宿牧之通り、石打丸山スキー場、六日町八海山スキー場、雲洞庵、魚沼の里、舞子スノーリゾート、越後駒ヶ岳、八海山・八海山ロープウェー、上越国際プレイランド、上越国際スキー場、ムイカスノーリゾート、石上神社、六日町温泉
- 湯沢町 - 湯沢高原ロープウェイ、大型スキー場群（苗場スキー場、かぐらスキー場、湯沢高原スキー場、NASPAスキーガーデン、ガーラ湯沢スキー場、湯沢中里スノーリゾート、神立スノーリゾート、岩原スキー場、湯沢パークスキー場など）、ドラゴンドラ、道の駅みつまた、湯沢フィッシングパーク、街道の湯、フォレストアドベンチャー・湯沢中里、大源太キャニオンキャンプ場、三国峠、越後湯沢温泉、リゾートオフィスエンゼル越後湯沢だんろの家、雪国アグリパーク 湯沢いちご村、フジロックフェスティバル

- 塩沢宿 牧之通り

#### 十日町地域
- 十日町市 - 清津峡、美人林、星峠の棚田、越後妻有里山現代美術館MonET、千手温泉 千年の湯、まつだい「農舞台」、十日町市博物館、松之山温泉、道の駅まつだいふるさと会館、光の館、松之山温泉スキー場、婿投げ・墨塗り、ツールド妻有、大地の芸術祭 越後妻有アートトリエンナーレ、十日町雪まつり、十日町きものGOTTAKU
- 津南町 - 竜ヶ窪、ニュー・グリーンピア津南スキー場、津南ひまわり広場、津南観光物産館、大地の芸術祭 越後妻有アートトリエンナーレ

- 十日町雪まつり
- 美人林
- 星峠の棚田
- まつだい「農舞台」フィールドミュージアム

### 下越地方

#### 新潟地域
- 新潟市
  - 北区 - 新潟せんべい王国、道の駅豊栄、福島潟、新潟県立環境と人間のふれあい館、葛塚まつり
  - 東区 - 新潟空港、山の下船江町浜海水浴場、山の下みなとタワー
  - 中央区 - ピアBandai、新潟市水族館 マリンピア日本海、朱鷺メッセ（Befcoばかうけ展望室、新潟県立万代島美術館など）、萬代橋、白山神社 (新潟市中央区一番堀通町)、田中屋本店 みなと工房、今代司酒造、新潟市歴史博物館、佐渡汽船、新潟県立自然科学館、やすらぎ堤、信濃川ウォーターシャトル、北方文化博物館新潟分館、いくとぴあ食花、新潟県スポーツ公園、鳥屋野潟、けやき通り、関屋浜海水浴場、新潟市美術館、沼垂テラス、新潟まつり、蒲原まつり、にいがた総おどり、NIIGATA光のページェント、にいがた酒の陣
  - 西区 - 道の駅新潟ふるさと村、青山海岸海水浴場、佐潟、日本海夕日コンサート
  - 江南区 - 北方文化博物館
  - 秋葉区 - 道の駅花夢里にいつ、中野邸記念館、新潟市新津鉄道資料館、新潟県立植物園、石油の里公園、SLばんえつ物語、にいつ夏まつり
  - 南区 - 新潟市アグリパーク、白根グレープガーデン、しろね大凧と歴史の館、白根大凧合戦
  - 西蒲区 - カーブドッチワイナリー、日帰り温泉 じょんのび館、角田山、角田浜海水浴場、岩室温泉、夏井のはざ木
- 阿賀野市 - 瓢湖、サントピアワールド、五頭山

- 福島潟
- 夏井のはざ木
- 新潟市歴史博物館旧新潟税関庁舎
- 新潟市新津鉄道資料館
- 五頭山

#### 県央地域（燕・弥彦）
- 燕市 - 道の駅国上、燕市産業史料館、国上山、工場の祭典、分水おいらん道中
- 弥彦村 - 彌彦神社（大鳥居、弥彦の蛸ケヤキなど）、弥彦山（弥彦山スカイライン、弥彦山ロープウェイ、弥彦山展望ビルなど）、弥彦温泉、弥彦公園

- 国上山・五合庵
- 彌彦神社

#### 五泉地域
- 五泉市 - 咲花温泉、ぼたん百種展示園、村松公園、大江広海歌碑、ラポルテ五泉、五泉市チューリップまつり
- 阿賀町 - 道の駅阿賀の里、阿賀野川ライン舟下り、たきがしら湿原、狐の嫁入り行列

- 咲花温泉
- たきがしら湿原

#### 新発田地域
- 新発田市 - 新発田城・新発田城址公園、諏訪神社、月岡温泉、清水園、東公園、王紋酒造、長徳寺、城下町しばた全国雑煮合戦、城下町新発田ふるさとまつり
- 胎内市 - 乙寶寺、奥胎内ダム、胎内フィッシングパーク、国設胎内スキー場、山の駅胎内高原ビール園、白鳥公園、中条祭り、胎内市チューリップフェスティバル
- 聖籠町 -

- 月岡温泉
- 乙寶寺

#### 岩船地域
- 村上市 - イヨボヤ会館、笹川流、道の駅笹川流れ、岩船港鮮魚センター、村上城址、道の駅神林、瀬波海岸、道の駅朝日、笹川海水浴場、瀬波温泉、村上大祭、瀬波大祭、岩船大祭
- 関川村 - 道の駅関川、えちごせきかわ温泉郷、えちごせきかわ大したもん蛇まつり
- 粟島浦村 - 内浦海水浴場

- 瀬波温泉
- イヨボヤ会館
- 鮭の塩引き
- 粟島島びらき

### 佐渡地方
- 佐渡市 - 佐渡金山、トキの森公園、尖閣湾揚島遊園、大野亀、重伝建地区「宿根木」（清九郎の家など）、たらい舟、佐渡西三川ゴールドパーク、大佐渡スカイライン、二ツ亀海水浴場、矢島・経島、尾畑酒造、佐渡歴史伝説館、佐渡奉行所跡、佐和田海水浴場、二ツ亀、二宮神社、七浦海岸、加茂湖、佐渡本間家能舞台、正法寺、長谷寺、大佐渡石名天然杉、姫埼灯台、佐渡の人形芝居、佐渡おけさ、豊田音頭、佐渡国際トライアスロン大会、スポニチ佐渡ロングライド210、佐渡の車田植

- 尖閣湾揚島遊園
- 相川鉱山 北沢浮遊選鉱場
- 蓮華峰寺
- 矢島・経島のたらい舟
- 姫埼灯台